# Pueblo Mbanderu
Los Mbanderu, también conocido como Ovambanderu o pueblo Mbanderu es una población que habita en las partes orientales de Namibia y en las partes occidentales de Botsuana. Hablan Herero, Otjiherero, una  lengua bantú.

## Historia y Cultura

### Etimología
Mientras que las teorías anteriores sobre el significado de la palabra mbanderu, una afirmaba que era "Gente de la caña" (mbandu: gente y oruu: caña), the explanation common today is that mbanderu literally means 'fighters of old'. la explicación común hoy en día es que mbanderu significa literalmente "luchadores de antaño".[2]

### Orígenes
Los resultados de las investigaciones sobre las similitudes en su música apuntan a África Oriental como el origen de todas las  tribus bantúes que hoy en día habitan en Namibia. El  pueblo Ovambo abandonó esta zona primero y se asentó en el norte de la actual Namibia, el pueblo Herero se fue después y los Ovambanderu emigraron al final. En el siglo XIX los Ovambanderu habían llegado a Angola y se trasladaron desde allí a Kaokolandia y Ovambolandia, pero se pelearon con las tribus Herero ya residentes y posteriormente se asentaron en la parte oriental del suroeste de África. Después de llegar a la zona alrededor de Okakarara los Ovambanderu se dispersaron para encontrar pastos adecuados para su ganado.
Alrededor de 1904, tras un devastador enfrentamiento con las fuerzas coloniales alemanas en Namibia, muchos de los Mbanderu se asentaron a lo largo del río Boteti, en los alrededores de Tsienyane. La zona ya estaba poblada por otros pueblos; por lo tanto, solicitaron que se les asignara su propia tierra donde pudieran practicar su propia cultura sin ningún tipo de impedimento.

### Cultura
Dos nociones culturales importantes entre todos los grupos de habla Herero son la ejanda y el oruzo. Estos son generalmente sinónimos de «matrilinaje» y «patrilinaje», respectivamente. El reconocimiento de la ascendencia lineal a través de las madres y los padres se conoce generalmente como  doble descendencia. La identidad ejanda es importante para determinar con quién se debe casar; dos personas en exactamente la misma ejanda no deben casarse entre sí. En el pasado, los compañeros de matrimonio pueden haber sido determinados en el nacimiento de una niña por sus padres. En muchos casos, el novio era mucho mayor que la chica. El Oruzo se asocia con la práctica religiosa tradicional y con el liderazgo político. Está simbolizado en parte por las prohibiciones de criar y comer determinados tipos de animales.
El ganado es fundamental en la vida económica y espiritual de Ovambanderu. El ganado no sólo es una fuente central de carne, leche agria omaere y grasa (ongondivi), sino que también ha desempeñado un papel simbólico en la relación de las personas con sus antepasados. En el pasado, el jefe masculino de un grupo residencial realizaba rituales en el fuego sagrado, okuruwo, como degustando la leche en nombre de los que residían allí. La elección de una vaca para ser usada durante estos rituales era a discreción del dueño del ganado. La leche de esta vaca utilizada no podía ser bebida por Mbanderu no circuncidado o por extraños.
El uso de perros y trampas son los métodos tradicionales de caza. Desde el siglo XIX, también se han utilizado caballos y armas.
Los Mbanderu participan activamente en las ceremonias anuales de recuerdo que se celebran en Namibia y Botsuana en las tumbas de importantes líderes culturales, y se les asocia especialmente con la "Bandera Verde" (Otjingirine).